# Rhamphomyia carbonaria
Rhamphomyia carbonaria är en tvåvingeart som beskrevs av Christian Rudolph Wilhelm Wiedemann 1822. Rhamphomyia carbonaria ingår i släktet Rhamphomyia och familjen dansflugor. Inga underarter finns listade i Catalogue of Life.